# Vladimir Jasjtsjenko
Vladimir Illitsj Jasjtsjenko (Russisch: Влади́мир Ильи́ч Я́щенко) (Zaporizja, 12 januari 1959 – 30 november 1999) was een Oekraïense hoogspringer, die op internationale wedstrijden uitkwam voor de Sovjet-Unie. Hij werd bij de senioren driemaal Europees kampioen en verbeterde tweemaal het wereldrecord op deze discipline.

## Biografie
Jasjtsjenko was een natuurtalent bij het hoogspringen en sprong op 17-jarige leeftijd in 1976 al over 2,22 m. Op 3 juli 1977 verbeterde hij in Richmond tijdens een internationale wedstrijd tussen de jeugd van Sovjet-Unie en de Verenigde Staten allereerst het wereldjuniorenrecord tot 2,27 m, vervolgens het Europese record tot 2,31 m en ten slotte het wereldjuniorenrecord tot 2,33 m. Zijn eerste succes behaalde hij in 1977 door bij de Europese jeugdkampioenschappen in Donetsk het hoogspringen op zijn naam te schrijven.
Op 12 maart 1978 won Vladimir Jasjtsjenko het EK indoor in Milaan door met 2,35 het wereldindoorrecord te verbeteren. In de zomer van 1978 won hij op het Europees Kampioenschap in Praag hij onderdeel hoogspringen. Met een beste poging van 2,30 versloeg hij zijn landgenoot Aleksandr Grigorjev (zilver; 2,28) en de Oost-Duitser Rolf Beilschmidt (brons; 2,28).
Hierna was hij genoodzaakt een lange pauze in te lassen en werd hij verschillende malen aan zijn knieën geopereerd. Zijn laatste wedstrijd sprong hij in 1983 waarbij hij met moeite over 2,10 m kwam. Hij overleed op 40-jarige leeftijd na langdurige alcoholproblemen aan de leveraandoening levercirrose.

## Titels
- Europees kampioen hoogspringen (outdoor) - 1978
- Europees kampioen hoogspringen (indoor) - 1978, 1979
- Europees jeugdkampioen hoogspringen - 1977

## Persoonlijke records
| Onderdeel              | Prestatie | Datum                | Plaats  |
| ---------------------- | --------- | -------------------- | ------- |
| hoogspringen (outdoor) | 2,34 m    | 16 juni 1978 (ex-WR) | Tbilisi |
| hoogspringen (indoor)  | 2,35 m    | 12 maart 1978        | Milaan  |

## Wereldrecords
| Hoogte (m) | Datum      | Plaats   |
| ---------- | ---------- | -------- |
| 2,33       | 03.07.1977 | Richmond |
| 2,34       | 16.06.1978 | Tbilisi  |

## Palmares

### Hoogspringen
- 1978:  EK indoor - 2,35 m
- 1978:  EK - 2,28 m
- 1979:  EK indoor - 2,26 m